# Меликов, Искендер Наджафович
Искендер Наджафович Меликов (азерб. İsgəndər Nəcəf oğlu Məlikov; 10 февраля 1911, Елизаветполь — 5 марта 1971, Ханлар) — советский азербайджанский виноградарь, Герой Социалистического Труда (1950).

## Биография
Родился 10 февраля 1911 года в городе Елизаветполь Елизаветпольского уезда Елизаветпольской губернии (ныне город Гянджа в Азербайджане).
С 1948 года — директор виноградарского совхоза «Азербайджан», заместитель министра пищевой промышленности Азербайджанской ССР, председатель исполкома Кировабадского городского Совета депутатов трудящихся. С 1962 года — начальник Ханларского районного управления сельского хозяйства. В 1949 году получил урожай винограда 189,2 центнер с гектара на площади 81 гектар.
Указом Президиума Верховного Совета СССР от 4 сентября 1950 года за получение высоких урожаев винограда на поливных виноградниках в 1949 году Меликову Искендеру Наджафовичу присвоено звание Героя Социалистического Труда с вручением ордена Ленина и золотой медали «Серп и Молот».
Активно участвовал в общественной жизни Азербайджана. Член КПСС с 1946 года.
Скончался 5 марта 1971 года в городе Ханлар.